# 사라야시키

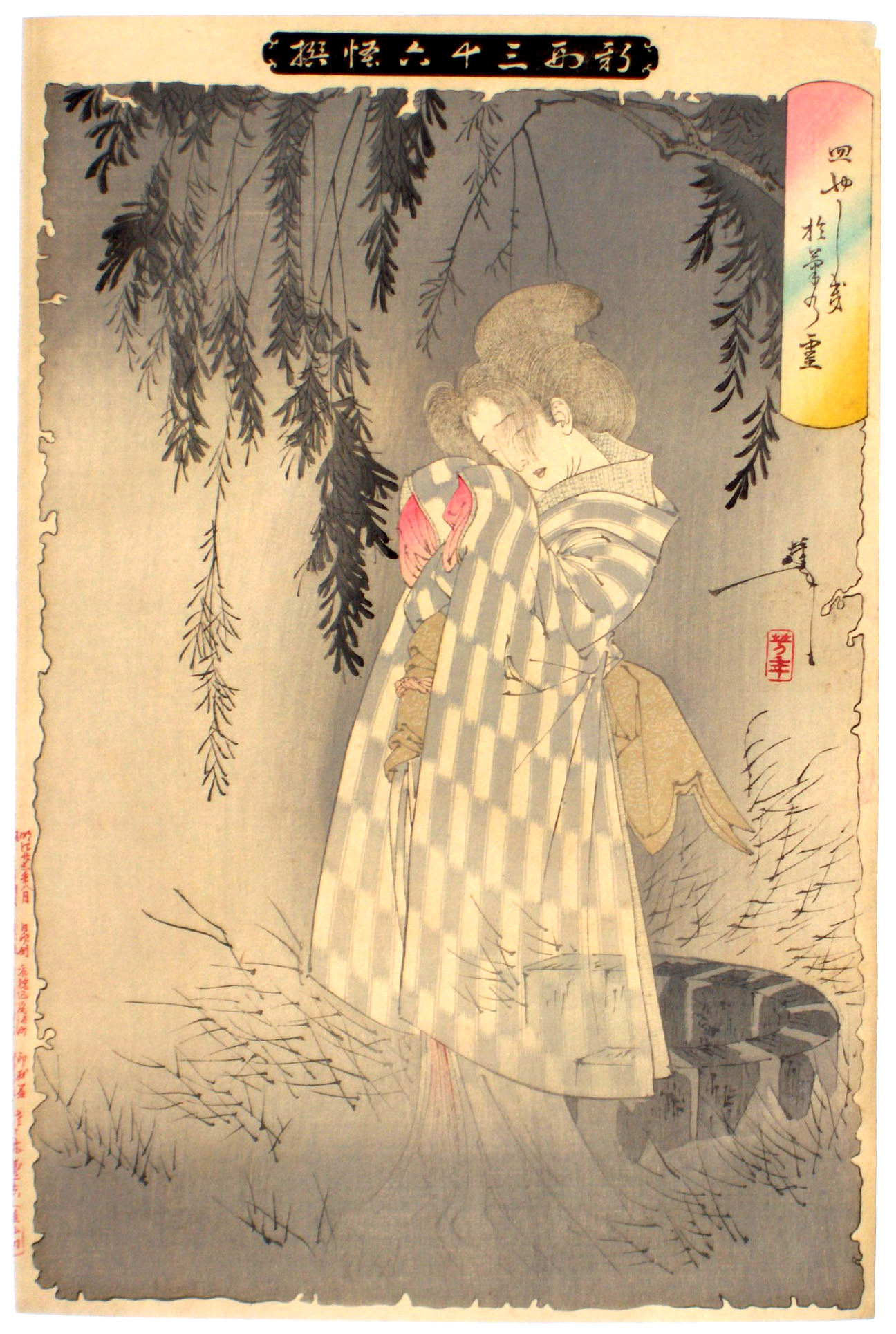
쓰키오카 요시토시의 사라야시키의 오키쿠 망령 (1880년)

사라야시키(일본어: 皿屋敷 사라야시키[*]는 오키쿠라는 여성의 망령이 접시를 세는 일로 유명한 괴담이다.
현재 효고현 히메지시를 무대로 한《반슈 사라야시키(播州皿屋敷)》와 에도의 반조를 무대로 한《반조 사라야시키 혹은 반마치 사라야시키(番町皿屋敷)》로 널리 알려져 있다. 그 밖에도 군마현, 시마네현, 고치현 등 일본 각지에도 이와 유사한 이야기가 남아 있다.
우물 안에서 오키쿠의 망령이 〈접시 한장, 두장,……, 아홉장, 한장이 모자르네〉라는 한탄하는 목소리로 말한다. 이렇게 말하는 것은 괴담과 유령의 집 등에서 등장할 때의 패턴이다.
에도 시대에는 오키쿠의 이야기가 조루리, 가부키의 원재로 공연되고 있다.

## 같이 보기
- 요쓰야 괴담
- 원령
- 바케모노
- 일본 신화
- J호러